# Penicillaria lineatrix
Penicillaria lineatrix là một loài bướm đêm trong họ Noctuidae.